# Вознесенська єпархія УПЦ (МП)
Вознесенська єпархія — єпархія Української Православної церкви (МП) в адміністративних межах Вознесенського, Кривоозерського, Первомайського, Врадіївського, Доманівського, Арбузинського, Братського, Веселинівського та Єланецького районів, міст Вознесенська, Первомайська, Південноукраїнська Миколаївської області.

## Історія
Засновано 25 серпня 2012 року рішенням Священного синоду УПЦ МП, шляхом виділення зі складу Миколаївської єпархії.
Єпископом Вознесенським і Первомайським визначено бути ігумену Олексію (Шпакову), клірику Київської єпархії.